# C2c (鉄道)

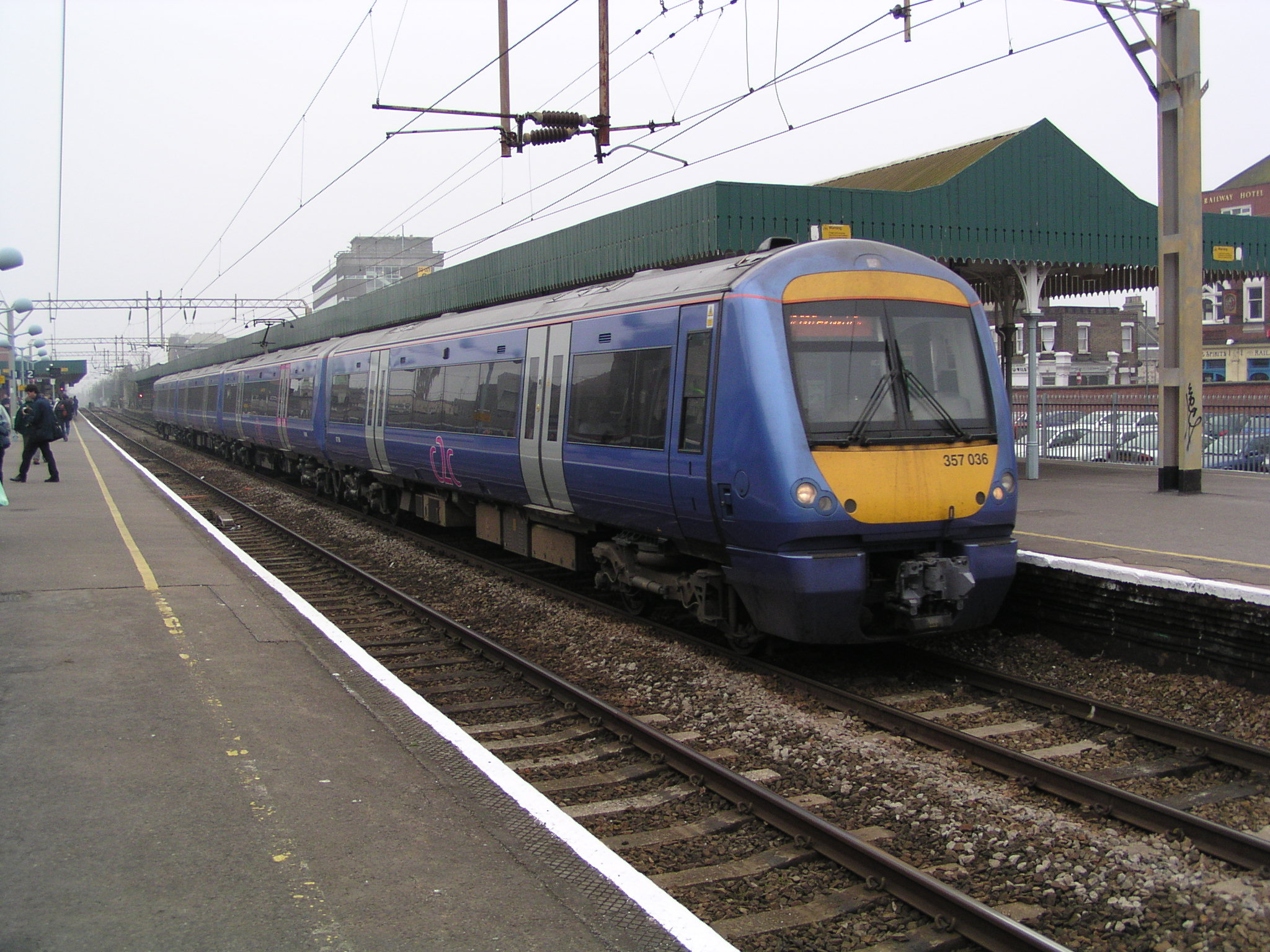
357形電車

c2cは、イギリスの列車運行会社で、ロンドンのフェンチャーチ・ストリート駅をターミナルとし、同駅から東の沿岸のサウスエンド＝オン＝シーやシューベリーネスへ向かうロンドン・ティルベリー・サウスエンド線を中心とした路線網を運営している。一部列車はリヴァプール・ストリート駅やストラトフォード駅にも乗り入れている。
イギリス国鉄の民営化により1996年5月にプリズム・レール傘下のLTSレールとして運行を開始し、2000年5月にブランド名を現在のc2cへと変更、同年7月にはプリズム・レールごと長距離バス大手のナショナル・エクスプレスに買収された。2017年よりトレニタリアの傘下にある。

## 車両

### 現有車両
- 357形「エレクトロスター」
- 387形「エレクトロスター」

### 導入予定車両
- 720形「アヴェントラ」

### 過去の車両
- 302形
- 310形
- 312形
- 317形（WAGNより貸出）